# Platanaceae
Famille
Classification APG III (2009)

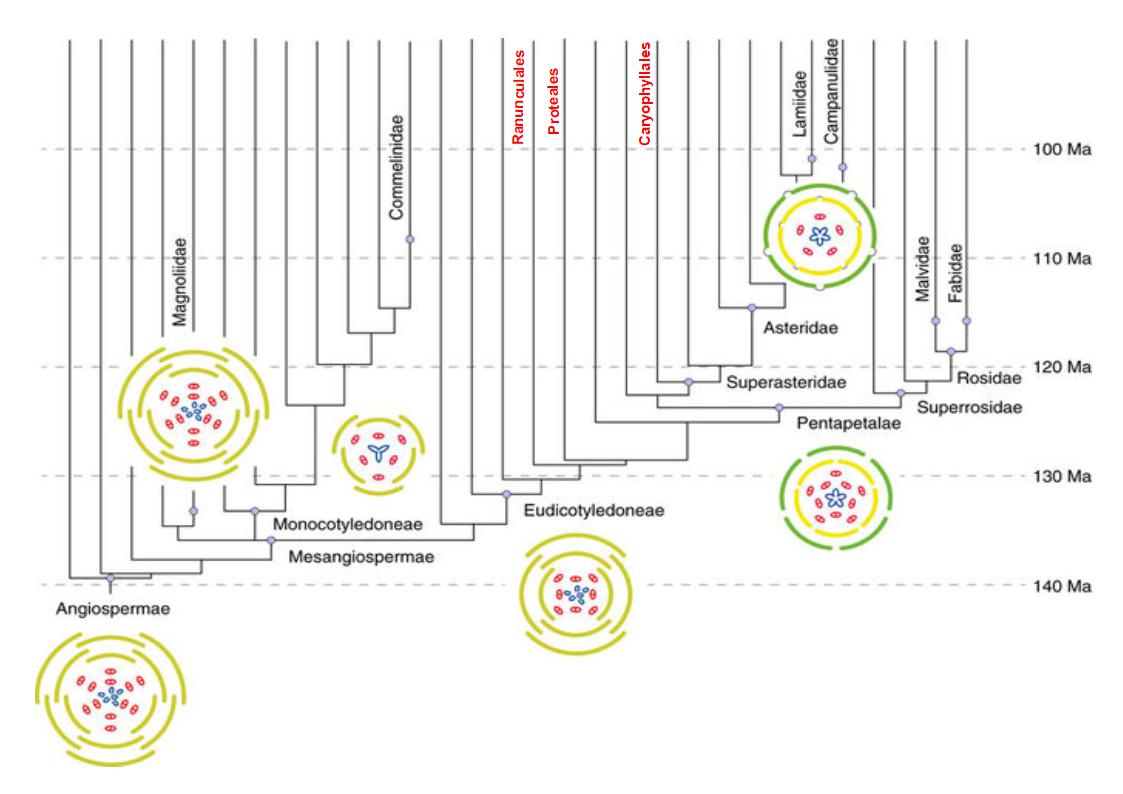
Évolution florale représentée par les diagrammes floraux.

Les Platanaceae (Platanacées) sont une famille de plantes Eudicotylédones comprenant une dizaine d'espèces du genre Platanus.
Ce sont de grands arbres, à feuilles caduques, des zones tempérées d'Amérique du Nord, du Sud-Est de l'Europe et d'Extrême-Orient.
Les platanes sont souvent plantés en ville, ceux rencontrés en France sont des hybrides entre le platane des Balkans (Platanus orientalis) et le platane américain (Platanus occidentalis).

## Étymologie
Le nom vient du genre Platanus qui dérive du grec πλάτανος / platanos, nom grec du Platanus orientalis, peut-être en rapport avec le mot grec πλάτος / platos, plat, plane,.

## Classification
La classification phylogénétique APG (1998) place cette famille dans l'ordre des Proteales.
En classification phylogénétique APG II (2003) cette famille est optionnelle : les plantes peuvent être incluses dans les Proteacées.
En classification phylogénétique APG III (2009), qui n'a jamais recours à des familles optionnelles, cette famille est reconnue.

## État, pression, menaces sur les populations de platane
Ils sont menacés par une maladie cryptogamique grave : le chancre coloré du platane (Ceratocystis platani ou Ceratocystis fimbriata f. sp. platani (champignon microscopique), probablement été introduit en France à partir des États-Unis en 1944. Cette maladie s'étend depuis la fin du XXe siècle en Aquitaine, Languedoc-Roussillon (le long du canal du Midi),  en Midi Pyrénées, PACA et Rhône Alpes et touche aussi la Grèce, l'Italie, la Suisse. Ce champignon tue les platanes en quelques mois à 3 ans, après craquellement de l'écorce et coloration violacée. les spores du champignon sont supposés être véhiculées par l'eau, les activités humaines (taille, entretien des fossés, chantier, navigation...), certains rongeurs et le platane lui-même via ses anastomose racinaires,. Ce même pathogène a été pour la première fois repéré sur une autre espèce (Dalbergia sissoo) au Pakistan.
D'autres maladies, plus communes du platane sont l'Anthracnose du platane, l'Oïdium du platane ou les infestations par le Tigre du platane

## Liste des genres
Selon NCBI (23 avr. 2010), Angiosperm Phylogeny Website (19 mai 2010), DELTA Angio (23 avr. 2010) & ITIS (23 avr. 2010) :
- genre Platanus  L.
- genre †Macginicarpa
- genre †Macginitiea
- genre †Plataninium

## Liste des espèces
Selon NCBI (23 avr. 2010) :
- genre Platanus
  - Platanus gentryi
  - Platanus kerrii
  - Platanus mexicana
  - Platanus occidentalis
  - Platanus orientalis
  - Platanus cf. orientalis A11
  - Platanus racemosa
  - Platanus rzedowskii
  - Platanus wrightii
  - Platanus × acerifolia